# Onthophagus baloghi
Onthophagus baloghi är en skalbaggsart som beskrevs av Vladimir Balthasar 1967. Onthophagus baloghi ingår i släktet Onthophagus och familjen bladhorningar. Inga underarter finns listade i Catalogue of Life.